# Tollegno
Tollegno är en ort och kommun i provinsen Biella i regionen Piemonte i Italien. Kommunen hade 2 447 invånare (2018).